# Hooge en Lage Mierde

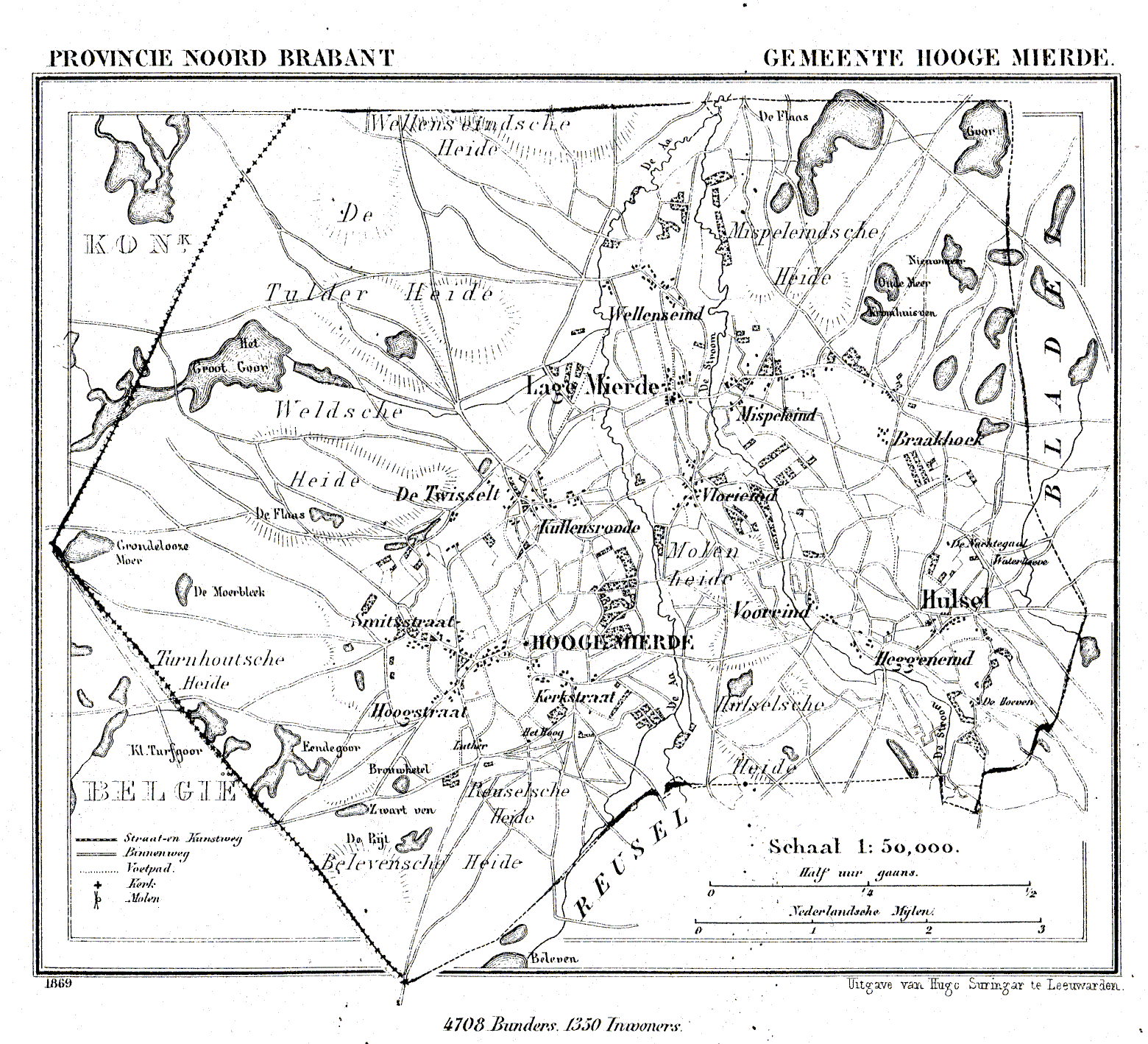
Carte de Hooge en Lage Mierde en 1869

Ancienne commune du Brabant-Septentrional (Pays-Bas), la commune de Hooge en Lage Mierde a été supprimée en 1997. Le 1er janvier 1997, elle a fusionné avec la commune de Reusel pour former la nouvelle commune de Reusel-De Mierden

## Composition
Avant la fusion de 1997, Hooge en Lage Mierde était composé des villages de Hooge Mierde, Hulsel et Lage Mierde, ainsi que de plusieurs hameaux et fermes éparpillés. En 1840, la commune comptait 230 maisons et 1 402 habitants, dont la répartition était ainsi :
| Village ou hameau | Habitants |
| ----------------- | --------- |
| Braakhoek         | 60        |
| Hooge Mierde      | 121       |
| Hoogstraat        | 88        |
| Hulsel            | 165       |
| Kuilensrode       | 115       |
| Lage Mierde       | 154       |
| Mispeleind        | 131       |
| Smidsstraat       | 85        |
| De Stad           | 104       |
| Twisselt          | 42        |
| Vloeieind         | 144       |
| Vooreind          | 106       |
| Wellenseind       | 87        |